# Archipel Développement
 (juin 2015).
Si vous disposez d'ouvrages ou d'articles de référence ou si vous connaissez des sites web de qualité traitant du thème abordé ici, merci de compléter l'article en donnant les références utiles à sa vérifiabilité et en les liant à la section « Notes et références ».
Archipel Développement est une société d'économie mixte créée en 1989. Son actionnaire majoritaire est le Conseil territorial de Saint-Pierre-et-Miquelon. Elle était connue sous le nom de Société de développement et de promotion de l’archipel de Saint-Pierre et Miquelon jusqu'en 1996.

## Généralités
Afin de mettre en œuvre la politique de développement durable de la Collectivité, le conseil territorial s'appuie sur la Sodepar dont il est actionnaire majoritaire.
En tant qu'agence de développement économique, la Sodepar est un des acteurs essentiels des actions de la diversification économique de Saint-Pierre-et-Miquelon. À la suite de l'effondrement des stocks de ressources marines, l'archipel s'est engagé vers la diversification des secteurs productifs.
La Sodepar est basée à Saint-Pierre, et dispose d'une antenne à Paris, dont les missions sont orientées vers la représentation de Saint-Pierre-et-Miquelon en métropole et en Europe.
Afin de mener à bien les nombreuses missions qui lui sont confiées, la Sodepar dispose d'une structure légère composée de sept agents. Le président-directeur général de l'agence est Stéphane Artano, président du conseil territorial.

## Missions de la Sodepar
- Mission de développement économique : dynamiser et développer l'activité économique conformément aux axes prioritaires de la politique de développement durable de la Collectivité.
- Mission d'aménagement du territoire : améliorer les équipements existants, et s'employer à la réalisation de nouvelles infrastructures.
- Mission de représentation : promouvoir les intérêts de l'Archipel auprès des instances européennes, et au sein de l'association des pays et territoires d'outre-mer (PTOM) afin notamment de faciliter l'accès commercial au marché européen et la mobilisation de Fonds européen de développement (FED).
- Mission de promotion et de communication : assurer une veille documentaire, servir de liaison avec le public, les medias, les acteurs économiques et institutionnels et communiquer sur les atouts de l'archipel afin d'attirer les investisseurs.

## Mission de développement économique
Afin de remplir la mission de mise en œuvre de la stratégie de développement durable de la Collectivité territoriale, et afin de promouvoir la diversification économique des activités de Saint-Pierre-et-Miquelon, le Département développement économique mène ses actions en fonction des objectifs suivants :
- créer un contexte économique favorable au développement des affaires dans l'Archipel en ciblant les publics suivants : employeurs locaux, Canada, Métropole, pays et territoires d'outre-mer,
- développer les échanges économiques entre les publics ciblés susmentionnés,
- faire connaître à ces publics les potentiels économiques de l'Archipel (maîtrise de sa fiscalité, aéroport de catégorie III, quai en eau profonde),
- informer les entreprises en matière réglementaire, fiscale et institutionnelle,
- épauler les porteurs de projets viables et créateurs d'emplois durables,
- susciter l'implantation et le développement de petites et moyennes entreprises à Saint-Pierre-et-Miquelon,
- favoriser la rencontre des acteurs économiques locaux.

La Sodepar est ainsi un soutien pour les entreprises locales et les créateurs d'entreprise.

## Mission d'aménagement du territoire
Les principaux grands travaux réalisés sur l'archipel au cours des dernières années ont été conduits par la Sodepar :
- Aéroport international Pointe-Blanche, inauguré en 1999,
- L'Arche - Musée-Archives,
- plusieurs lotissements,
- barrage du Goéland,
- construction du nouvel hôpital (en cours en 2008).

## Mission de représentation
Dans le cadre de l'Union européenne, les dossiers européens sont devenus vitaux pour le développement de l'archipel. Au niveau des affaires européennes, la Sodepar gère pour le Conseil territorial les relations avec l'Union européenne à plusieurs niveaux :
- instrument financier (dossier de financement européen) : la Sodepar est mandatée pour assurer la « mobilisation et la gestion des fonds FED ».
- Mise en œuvre du 9e FED (2006-2009) : suivi actif des procédures et des progrès dans les domaines du transport et de l'environnement pour favoriser l'atteinte des objectifs sectoriels.
- Mise en place du 10e FED (2009-2013): consultations technique et politique, élaboration du Document unique de programmation en lien avec les acteurs administratifs, économiques et politiques locaux, l'État et la Commission européenne.
- Questions commerciales : favoriser l'accès au marché commun européen en promouvant des règles d'origine adaptées aux réalités des microéconomies et des procédures sanitaires efficaces.
- Mise en commun d'expérience et organisation d'études et d'ateliers sur des thèmes commerciaux dans le cadre de l'Association des pays et territoires d'outre-mer français.

## Mission de promotion et de communication
La Sodepar joue un rôle clé dans le domaine de la promotion et de la communication de Saint-Pierre-et-Miquelon en métropole et plus généralement en Europe.
L'antenne de Paris participe activement à la promotion de l'archipel dans le cadre de salons, manifestations et expositions ciblées, favorisant ainsi une médiatisation accrue :
- Livre Paris,
- garden-party de l'Outre-Mer,
- manifestations philatéliques,
- manifestations ponctuelles (conférences de presse, expositions).

La Sodepar permet également d'assurer une veille documentaire et joue le rôle de liaison avec le public, les médias, les acteurs économiques et institutionnels, à travers :
- le site internet, qui met en ligne entre autres des fiches d'information afin de faciliter les démarches des porteurs de projets,
- la newsletter mensuelle,
- des communiqués de presse et articles.